# 2207 Antenor
2207 Antenor este un asteroid descoperit pe 19 august 1977 de Nikolai Cernîh.